# San José de Rancho Nuevo
San José de Rancho Nuevo är en ort i Mexiko.   Den ligger i kommunen San Felipe och delstaten Guanajuato, i den centrala delen av landet, 300 km nordväst om huvudstaden Mexico City. San José de Rancho Nuevo ligger 1 890 meter över havet och antalet invånare är 1 172.
Terrängen runt San José de Rancho Nuevo är platt åt nordväst, men åt sydost är den kuperad. Runt San José de Rancho Nuevo är det ganska glesbefolkat, med 31 invånare per kvadratkilometer. Närmaste större samhälle är San Diego de la Unión, 19,7 km sydost om San José de Rancho Nuevo. Omgivningarna runt San José de Rancho Nuevo är i huvudsak ett öppet busklandskap.